# Volvariella
Volvariella is een geslacht van schimmels behorend tot de familie Pluteaceae. De typesoort is Volvariella argentina. Het geslacht werd voor het eerst in 1898 beschreven door de mycoloog Carlos Luigi Spegazzini.

## Soorten
Volgens Index Fungorum telt het geslacht 90 soorten (peildatum februari 2023):
| Soortnaam                                          | Auteur(s)                                                    | Publicatiejaar |
| -------------------------------------------------- | ------------------------------------------------------------ | -------------- |
| Volvariella aethiops                               | A. Favre & Vialard                                           | 2007           |
| Volvariella alabamensis                            | (Murrill) Shaffer                                            | 1957           |
| Volvariella alachuana                              | (Murrill) Shaffer                                            | 1957           |
| Volvariella apalotricha                            | (Berk. & Broome) Pegler                                      | 1986           |
| Volvariella arenaria                               | (Pat.) Singer                                                | 1989           |
| Volvariella argentina                              | Speg.                                                        | 1898           |
| Volvariella bakeri                                 | (Murrill) Shaffer                                            | 1957           |
| Volvariella bingensis                              | (Beeli) Shaffer                                              | 1963           |
| Volvariella bombycina (Zijdeachtige beurszwam)     | (Schaeff.) Singer                                            | 1951           |
| Volvariella brumalis                               | S.C. He                                                      | 1987           |
| Volvariella caesiotincta (Onwelriekende beurszwam) | P.D. Orton                                                   | 1974           |
| Volvariella californica                            | (Earle) Singer                                               | 1962           |
| Volvariella canalipes                              | (Murrill) Shaffer                                            | 1957           |
| Volvariella castanea                               | (Massee) G.C. Rath                                           | 1963           |
| Volvariella cinerascens                            | (Bres.) M.M. Moser                                           | 1967           |
| Volvariella clarkeae                               | Grgur.                                                       | 1997           |
| Volvariella cnemidophora                           | (Mont.) Singer                                               | 1951           |
| Volvariella congolensis                            | N.C. Pathak                                                  | 1975           |
| Volvariella cookei                                 | Contu                                                        | 1998           |
| Volvariella cubensis                               | (Murrill) Shaffer                                            | 1957           |
| Volvariella cygnopotamia                           | (Berk.) Singer                                               | 1962           |
| Volvariella delicatula                             | (Massee) Manjula                                             | 1983           |
| Volvariella diplasia                               | (Berk. & Broome) Singer                                      | 1951           |
| Volvariella dunensis                               | (Vila, Àngel & Llimona) Justo & M.L. Castro                  | 2010           |
| Volvariella esculenta                              | (Massee) Singer                                              | 1951           |
| Volvariella fuscidula                              | (Bres.) M.M. Moser ex Shaffer                                | 1963           |
| Volvariella glandiformis                           | (Berk. & Broome) Pegler                                      | 1986           |
| Volvariella goossensiae                            | (Beeli) Shaffer                                              | 1963           |
| Volvariella guttulosa                              | E.F. Malysheva & A.V. Alexandrova                            | 2019           |
| Volvariella heterospora                            | Menolli & Capelari                                           | 2009           |
| Volvariella hypopithys (Donzige beurszwam)         | (Fr.) Shaffer                                                | 1957           |
| Volvariella indica                                 | M.K. Saini, N.J. Kaur & Atri                                 | 2013           |
| Volvariella insignis                               | Heinem.                                                      | 1978           |
| Volvariella iranica                                | (Fallahyan) Szczepka                                         | 2000           |
| Volvariella islagarciae                            | Raithelh.                                                    | 2000           |
| Volvariella jamaicensis                            | (Murrill) Shaffer                                            | 1957           |
| Volvariella koreana                                | Seok, Yang S. Kim, K.M. Park, W.G. Kim, K.H. Yoo & I.C. Park | 2009           |
| Volvariella krizii                                 | Pilát                                                        | 1959           |
| Volvariella lepiotospora                           | Singer                                                       | 1955           |
| Volvariella leucocalix                             | Sá & Wartchow                                                | 2016           |
| Volvariella liliputiana                            | (Henn.) G.C. Rath                                            | 1963           |
| Volvariella macrospora                             | Singer                                                       | 1989           |
| Volvariella mammosa                                | N.C. Pathak                                                  | 1975           |
| Volvariella media                                  | (Schumach.) Singer                                           | 1951           |
| Volvariella microspila                             | (Berk. & M.A. Curtis) S. Ito                                 | 1959           |
| Volvariella minuta                                 | M. Kumar bis, Jagad. & Kaviy.                                | 2011           |
| Volvariella minutella                              | Courtec.                                                     | 1991           |
| Volvariella morozovae                              | E.F. Malysheva & Aleks.                                      | 2017           |
| Volvariella murinella (Grijsvezelige beurszwam)    | (Quél.) M.M. Moser ex Dennis, P.D. Orton & Hora              | 1960           |
| Volvariella nana                                   | Pegler                                                       | 1969           |
| Volvariella nauseosa                               | (Romagn.) Vizzini & Contu                                    | 2010           |
| Volvariella nigrodisca                             | Shaffer                                                      | 1963           |
| Volvariella nigrovolvacea                          | Kosina                                                       | 1974           |
| Volvariella nivea                                  | T.H. Li & Xiang L. Chen                                      | 2009           |
| Volvariella niveosulcata                           | E.F. Malysheva, O.V. Morozova & A.V. Alexandrova             | 2019           |
| Volvariella nullicystidiata                        | Menolli & Capelari                                           | 2009           |
| Volvariella oswaldoi                               | (Bat.) Putzke                                                | 1994           |
| Volvariella palmicola                              | (Beeli) Heinem.                                              | 1975           |
| Volvariella paludosa                               | Kapitonov & E.F. Malysheva                                   | 2020           |
| Volvariella paraguayensis                          | (Speg.) Shaffer                                              | 1963           |
| Volvariella parvispora                             | Heinem.                                                      | 1975           |
| Volvariella peckii                                 | (G.F. Atk.) Shaffer                                          | 1957           |
| Volvariella pellucida                              | Shaffer                                                      | 1963           |
| Volvariella perciliata                             | Courtec.                                                     | 1991           |
| Volvariella platensis                              | (Speg.) Shaffer                                              | 1963           |
| Volvariella psammophila                            | Singer                                                       | 1989           |
| Volvariella pseudovolvacea                         | (Berk. & Broome) Singer                                      | 1962           |
| Volvariella ptilotricha                            | E.F. Malysheva & A.V. Alexandrova                            | 2019           |
| Volvariella pulla                                  | E.F. Malysheva & A.V. Alexandrova                            | 2019           |
| Volvariella pusilla (Kleine beurszwam)             | (Pers.) Singer                                               | 1951           |
| Volvariella rava                                   | T.H. Li & Jiang Xu                                           | 2015           |
| Volvariella reidii (Kleinsporige beurszwam)        | Heinem.                                                      | 1978           |
| Volvariella rondoniensis                           | Singer                                                       | 1989           |
| Volvariella rostricystidiata                       | Niego, Sysouph. & Raspé                                      | 2021           |
| Volvariella sathei                                 | Senthil., Rah. Sharma & S.K. Singh                           | 2012           |
| Volvariella smithii                                | Shaffer                                                      | 1957           |
| Volvariella stercoraria                            | (Peck) Singer                                                | 1973           |
| Volvariella strangulata                            | (Romagn.) Vizzini & Contu                                    | 2010           |
| Volvariella striata                                | N.C. Pathak                                                  | 1975           |
| Volvariella subtaylorii                            | Hongo                                                        | 1960           |
| Volvariella subxerophytica                         | Singer                                                       | 1989           |
| Volvariella surrecta (Parasietbeurszwam)           | (Knapp) Singer                                               | 1951           |
| Volvariella taylorii                               | (Berk. & Broome) Singer                                      | 1951           |
| Volvariella terastia                               | (Berk. & Broome) Singer                                      | 1961           |
| Volvariella terrea                                 | Musumeci & A. Riva                                           | 2007           |
| Volvariella thwaitesii                             | (Hook. f. ex Berk.) G.C. Rath                                | 1963           |
| Volvariella turcica                                | O. Kaygusuz & H. Knudsen                                     | 2020           |
| Volvariella villosovolva                           | (Lloyd) Singer                                               | 1951           |
| Volvariella volvacea (Tropische beurszwam)         | (Bull.) Singer                                               | 1951           |
| Volvariella woodrowiana                            | (Massee) Manjula                                             | 1983           |